# Gertrud Fridh
Gertrud Fridh (26 de noviembre de 1921 - 11 de octubre de 1984) fue una actriz teatral, cinematográfica  y televisiva de nacionalidad sueca.

## Biografía
Nacida en Gotemburgo, Suecia, estudió en la Escuela Nya elementars flickskola. Su padre se opuso a que fuera actriz, por lo que durante un corto tiempo trabajó en una oficina. Más adelante se enfrentó a su padre y empezó a estudiar en la escuela del Teatro Municipal de Gotemburgo en 1941–1943. Finalizada su formación, empezó a actuar en dicho teatro, llegando su gran oportunidad en 1944 con la obra Tobaksvägen. Ella siguió en Gotemburgo hasta el año 1949, cuando se mudó a Estocolmo a trabajar en el Teatro Intiman, haciendo lo mismo entre 1952 y 1954 en el Stadsteater de Malmö. En 1954 se encontraba trabajando con Sture Lagerwall en el Alléteatern, y en 1957–1958 de nuevo en el Stadsteater de Malmö. Ya en el año 1958 se involucró con el Teatro Dramaten, en el cual trabajó hasta su retiro en 1977.
Además del teatro, Fridh también actuó para el cine y la televisión. Debutó en 1942 con la cinta de Gustaf Molander Rid i natt!. En 1947 encarnó a una prostituta en la película de Ingmar Bergman Barco a la India. Siguió colaborando con Bergman en las películas Smultronstället (1957), El rostro (1958) y Djävulens öga (1960). En 1962 interpretó a una afamada actriz en la serie televisiva Halsduken. Su último papel llegó en el cortometraje Kärlek genom ett fönster, dirigido por Agneta Elers-Jarleman, que se emitió por televisión en 1978. Con posterioridad participó en el documental Smärtgränsen en 1983.
Gertrud Fridh vivió en sus últimos años en Marbella, España, y falleció en 1984 en Estocolmo. Fue enterrada en el Cementerio Skogskyrkogården de dicha ciudad. Desde 1947 estuvo casada con un dentista, Arne Wilkner (1911–1997), y fue madre del actor Pierre Wilkner. 

## Filmografía
- 1942 : Rid i natt!
- 1945 : Trav, hopp och kärlek
- 1947 : Barco a la India
- 1950 : Den vita katten
- 1950 : Hjärter knekt
- 1950 : Två trappor över gården
- 1954 : Gula divisionen
- 1955 : Vildfåglar
- 1956 : Egen ingång
- 1957 : Smultronstället
- 1958 : El rostro
- 1959 : Stängda dörrar (TV)
- 1960 : Djävulens öga
- 1962 : Halsduken (TV)
- 1962 : Siska
- 1963 : Lyckodrömmen

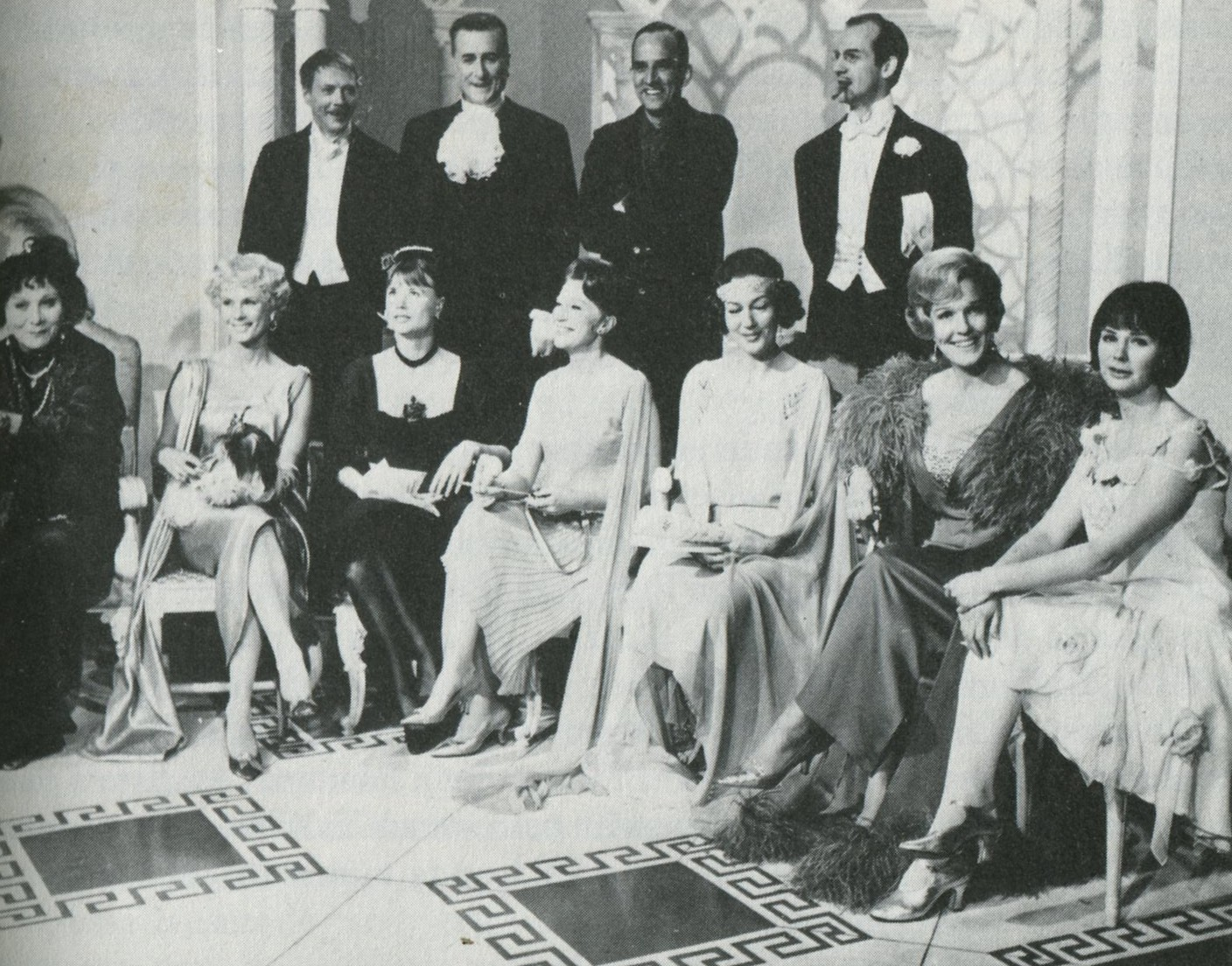
Componentes de la película För att inte tala om alla dessa kvinnor (1964). De pie, de izq. a der.: Allan Edwall, Georg Funkquist, Ingmar Bergman y Jarl Kulle. Sentadas, de izq. a der.: Karin Kavli, Bibi Andersson, Harriet Andersson, Gertrud Fridh, Barbro Hiort af Ornäs, Eva Dahlbeck y Mona Malm

- 1964 : För att inte tala om alla dessa kvinnor
- 1968 : La hora del lobo
- 1968 : Fordringsägare (TV)
- 1968 : Snattare (TV)
- 1969 : Solens barn (TV)
- 1978 : Kärlek genom ett fönster (TV)
- 1983 : Smärtgränsen

## Teatro
- 1947 : Dagen slutar tidigt, de Ingmar Bergman, dirección de Ingmar Bergman, Teatro Municipal de Gotemburgo[8]
- 1947 : Magi, de G. K. Chesterton, dirección de Ingmar Bergman, Teatro Municipal de Gotemburgo[9]
- 1947 : Mig till skräck, de Ingmar Bergman, dirección de Ingmar Bergman, Teatro Municipal de Gotemburgo[10]
- 1948 : Tjuvarnas bal, de Jean Anouilh, dirección de Ingmar Bergman, Teatro Municipal de Gotemburgo[11]
- 1949 : En vildfågel, de Jean Anouilh, dirección de Ingmar Bergman, Teatro Municipal de Gotemburgo[12]
- 1950 : Medea, de Jean Anouilh, dirección de Ingmar Bergman, Intiman[13]
- 1950 : La ópera de los tres centavos, de Bertolt Brecht y Kurt Weill, dirección de Ingmar Bergman, Intiman[14]
- 1951 : Drömflickan, de Elmer Rice, dirección de Hasse Ekman, Intiman[15]
- 1951 : Ta hand om Amelie, de Georges Feydeau, dirección de Hjördis Petterson, Intiman[16]
- 1952 : Casa de muñecas, de Henrik Ibsen, dirección de Lars-Levi Læstadius, Malmö stadsteater
- 1953 : Como gustéis, de William Shakespeare, dirección de Lars-Levi Læstadius, Malmö stadsteater
- 1953 : Patty, de F. Hugh Herbert, dirección de Knut Ström, Malmö stadsteater
- 1953 : La gaviota, de Antón Chéjov, dirección de Lars-Levi Læstadius, Malmö stadsteater
- 1953 : Seis personajes en busca de autor, de Luigi Pirandello, dirección de Ingmar Bergman, Malmö stadsteater[17]
- 1954 : Casa de muñecas, de Henrik Ibsen, dirección de Harry Roeck-Hansen, Blancheteatern[18]
- 1954 : Flickan ovanpå, de George Axelrod, dirección de Sam Besekow, Alléteatern[19]
- 1955 : I afton kl. 8, George Dandin, Jag talar till dig, Ödets man, Familjealbumet, de Molière, William Saroyan, George Bernard Shaw y Noël Coward, dirección de Sam Besekow, Isa Quensel y Hans Lagerkvist, Alléteatern[20]
- 1955 : Älska mig, flicka, de William Inge, dirección de Per-Axel Branner, Alléteatern[21]
- 1957 : Amor de don Perlimplín con Belisa en su jardín, de Federico García Lorca, dirección de Frank Sundström, Malmö stadsteater
- 1957 : El misántropo, de Molière, dirección de Ingmar Bergman, Malmö stadsteater[22]
- 1960 : Till Damaskus, del I, de August Strindberg, dirección de Olof Molander, Dramaten
- 1963 : Teenagerlove, de Ernst Bruun Olsen y Finn Savery, dirección de Ernst Bruun Olsen, Teatro Oscar[23]
- 1964 : Hedda Gabler, de Henrik Ibsen, dirección de Ingmar Bergman, Dramaten[24]
- 1966 : I afton improviserar vi, de Luigi Pirandello, dirección de Mimi Pollak, Dramaten

## Premios
- 1953 : Premio Thaliapris
- 1957 : Premio Folket i Bild por Egen ingång
- 1964 : Premio Gösta Ekman del Sindicato Teaterförbundet
- 1966 : Premio O'Neill del Teatro Dramaten